# Zoya Parfionova
Zoya Ivánovna Akimova  de soltera Parfionova (en ruso: Зоя Ивановна Парфёнова; Alátyr, RSFS de Rusia, 21 de junio de 1920 – Moscú, Rusia, 7 de abril de 1993) fue una aviadora militar soviética que luchó en la Segunda Guerra Mundial como teniente primero y subcomandante de escuadrón del 46.º Regimiento de Aviación de Bombardeo Nocturno de la Guardia Tamán. Por sus 815 misiones de combate que realizó durante la guerra, recibió el título de Héroe de la Unión Soviética el 18 de agosto de 1945, convirtiéndose en la única mujer de Chuvasia en recibir dicho título.

## Biografía
Zoya Parfionova nació el 21 de junio de 1920 en el seno de una familia de campesinos rusos en la RSFS de Rusia, era la menor de cinco hermanos. Se graduó de enfermería antes de asistir al club de vuelo local y, con el tiempo, se convirtió en instructora de vuelo. Tras convertirse en la primera mujer piloto de Alátyr entrenó a un gran número de jóvenes antes de la guerra.
En 1941, poco después de la invasión alemana de la Unión Soviética, se unió al Ejército Rojo. A principios de 1942, se graduó de la Escuela de Aviación Militar Engels y en mayo fue enviada al Frente Oriental, donde luchó como parte del regimiento en los frentes Sur, Transcaucásico, del Cáucaso Norte y el 4.º Frente Ucraniano. Se afilió al Partido Comunista de la Unión Soviética en 1943 y a lo largo de la guerra bombardeó a los alemanes en Kubán, la península de Tamán, Sebastopol, Polonia y Alemania, llegando en 1945 a las inmediaciones de Berlín. No participó en la ofensiva bielorrusa porque en ese momento se estaba recuperando de sus heridas.
El 29 de enero de 1945, mientras realizaba un lanzamiento de munición para las tropas terrestres soviéticas, su Polikarpov Po-2 fue atacado por una lluvia de fuego antiaéreo y proyectiles, que atravesó el fuselaje y la metralla penetró en la cabina, causándole graves heridas en la cadera y una importante pérdida de sangre. A pesar de sufrir estas lesiones en condiciones de poca visibilidad y una intensa nevada, y a pesar de la considerable reducción de la maniobrabilidad de la aeronave debido a los daños sufridos, logró aterrizar sin problemas, perdiendo el conocimiento poco después. Tras el incidente, recibió atención médica e informó a los soldados sobre la posición del cañón antiaéreo del Eje.
Para febrero de 1945, había realizado 739 misiones de combate, durante las cuales lanzó 104 toneladas de bombas, destruyó almacenes de municiones del Eje, un batallón de infantería y equipo, además de lanzar 500.000 panfletos y obligar a cinco baterías de artillería a retirarse. Por ello, fue nominada al título de Héroe de la Unión Soviética el 16 de febrero de 1946, que le fue otorgado el 18 de agosto de 1945; al final de la guerra, había realizado 815 misiones. En Alemania conoció a su futuro esposo, el también piloto Mijaíl Akimov.
Tras el fin de la Segunda Guerra Mundial, Parfionova dejó el servicio activo y se unió a la reserva. Fue miembro del Comité Soviético de Veteranos de Guerra. Tuvo dos hijas y trabajó en la ciudad de Riazán como directora de cine hasta 1979. Se mudó a Moscú en 1991, donde falleció el 7 de abril de 1993 y fue enterrada en el Cementerio Central de Shcherbinsk.

## Condecoraciones
A lo largo de su vida Zoya Parfionova recibió las siguientes condecoraciones
|  | Héroe de la Unión Soviética (18 de agosto de 1945)                                                     |
|  | Orden de Lenin (18 de agosto de 1945)                                                                  |
|  | Orden de la Bandera Roja, dos veces (9 de septiembre de 1942 y 15 de junio de 1945)                    |
|  | Orden de la Guerra Patria de 1.er grado (26 de abril de 1944 y 11 de marzo de 1985)                    |
|  | Orden de la Estrella Roja (30 de noviembre de 1942)                                                    |
|  | Medalla Conmemorativa por el Centenario del Natalicio de Lenin «Al valor militar»                      |
|  | Medalla por la Defensa del Cáucaso (1944)                                                              |
|  | Medalla por la Victoria sobre Alemania en la Gran Guerra Patria 1941-1945 (1945)                       |
|  | Medalla Conmemorativa del 20.º Aniversario de la Victoria en la Gran Guerra Patria de 1941-1945 (1965) |
|  | Medalla por la Liberación de Varsovia (1945)                                                           |
|  | Medalla al Trabajador Veterano                                                                         |